# Zollinformationssystem
Das Zollinformationssystem (ZIS) ist ein System, welches nationale Zollbehörden dazu befähigt, Informationen (z. B.: über Schmuggler, Dealer etc.) zu veröffentlichen und an andere Ämter weiterzuleiten. Es wird von der Europäischen Union (EU) aufgebaut. Dadurch wird erhofft, dass Zollämter schneller gegen illegale Tätigkeiten vorgehen können und Kontrollen in kürzerer Zeit vollzogen werden. Insgesamt gibt es 15 Staaten, die das System gemeinsam nutzen.

## Verwaltung der Informationen
Das ZIS ist in zwei Datenbanken geteilt. Die eine beinhaltet gemeinschaftliche Aktionen, die andere fällt in den Bereich zwischenstaatlicher Maßnahmen. Die Informationen beider Datenbanken lassen sich mit einer Suchmaschine überblicken. Alle Daten werden jährlich auf die Notwendigkeit einer weiteren Speicherung von der jeweils zuständigen Zollbehörde überprüft.
Folgende Informationen werden in den Datenbanken gespeichert:
- Waren
- Transportmittel
- Unternehmen
- Personen
- Trends in den Betrugspraktiken
- Verfügbarkeit von Sachkenntnis
- Details zur Fahrzeugzulassung

### Speicherung von Personendaten
Die Eingabe von Personendaten ist nur beschränkt möglich. Die Daten dürfen keine Einzelheiten über Betrugsfälle und Ermittlungen enthalten.
Folgende Informationen dürfen gespeichert werden:
- Name, Geburtsname, Vornamen, weitere Namen
- Geburtsdatum und Geburtsort
- Staatsangehörigkeit
- Geschlecht
- Besondere objektive und bleibende körperliche Kennzeichen
- Grund für die Dateneingabe
- vorgeschlagene Maßnahmen
- Warncode mit Hinweis auf frühere Erfahrungen hinsichtlich Bewaffnung, Gewalttätigkeit oder Fluchtgefahr

## Verwaltung des Systems
Das Europäische Amt für Betrugsbekämpfung (OLAF) ist derzeit an der Entwicklung des Systems beteiligt und wird auch für dessen Verwaltung zuständig sein.

## Zugang zum ZIS
Freien Zugang zum ZIS haben nur benannte Behörden (hauptsächlich Zollbehörden) der 15 Mitgliedsstaaten. Nach vorheriger Genehmigung ist auch anderen Benutzern der Zugriff auf das System gestattet.